# Pseudocraterellus subundulatus
Pseudocraterellus subundulatus é uma espécie de fungo pertencente à família Cantharellaceae.